# Коркишко, Никита Васильевич
Никита Васильевич Коркишко (26 сентября 1909, село Стеблёв,  Киевская губерния, Российская империя — 23 мая 1998, Кострома, Россия) — советский военачальник, гвардии полковник (1943).

## Биография
Родился 26 сентября 1909 года в  село Стеблёв, ныне посёлок городского типа в Корсунь-Шевченковском районе, Черкасской области. Украинец.
В 1930 году окончил механический техникум в городе Тараща Киевской области.

## Военная служба

### Довоенное  время
3 ноября 1931 года был призван в РККА и зачислен в команду одногодичников 134-го стрелкового полка 45-й стрелковой дивизии УВО в городе Киев, после ее окончания в сентябре 1932 года был назначен в нем командиром взвода. С декабря командовал взводом в 300-м стрелковом полку 100-й стрелковой дивизии. В декабре 1933 года прошел подготовку на военно-химических курсах в Киеве и назначен командиром химического взвода в 295-й стрелковый полк 99-й стрелковой дивизии. С февраля 1934 года служил в 67-м стрелковом полку 23-й стрелковой дивизии командиром химического взвода и взвода полковой школы. С апреля 1937 года исполнял должность начальника химической службы 68-го стрелкового полка в ХВО. В сентябре 1938 года зачислен слушателем в Военную академию химической защиты им. К. Е. Ворошилова. Член ВКП(б) с 1940 года. В  мае 1941 года назначен начальником химической службы 120-й стрелковой дивизии ОрВО.

### Великая Отечественная война
В начале  войны 120-я стрелковая дивизия с 29 июня 1941 года была включена в 28-ю армию резерва Ставки ГК (с 15 июля — в составе Фронта резервных армий). С 17 июля она вошла в подчинение 24-й армии и участвовала в Смоленском сражении, в оборонительных боях в районе Спас-Деменска. В том же месяце капитан Коркишко вступил в командование 474-м стрелковым полком. В конце августа — начале сентября части дивизии принимали участие в Ельнинской наступательной операции. С 8 по 17 сентября она вела боевые действия в составе 43-й армии. 26.9.1941 за мужество, доблесть и высокое воинское умение, проявленные в боях под Ельней, она была преобразована в 6-ю гвардейскую, а 474-й стрелковый полк — в 10-й гвардейский. С 26 сентября по 10 октября 1941 года дивизия находилась в резерве Ставки ВГК и 26-й армии МВО (в обороне по восточном берегу реки Зуша). 10 октября ее части отбили попытки противника прорвать рубеж обороны дивизии. С 24 октября они вели боевые действия в составе 3-й армии Брянского, а с 11 ноября — Юго-Западного фронтов в районе Тёплое. В ходе Елецкой наступательной операции дивизия 13 декабря освободила город Ефремов, затем наступала на орловском направлении. В ходе этой операции в декабре капитан  Коркишко был тяжело ранен и эвакуирован в госпиталь.
После выздоровления 2 апреля 1942 года  назначен командиром 555-го стрелкового полка 127-й стрелковой дивизии, формировавшейся в городе Аткарск. В начале июня она была передислоцирована под Сталинград и включена в состав 5-й резервной армии (с 10 июля — 63-я). С 12 июля полк и дивизия в составе Сталинградского фронта участвовали в Сталинградской оборонительной операции, в боях на реке Дон в районе Новая Калитва. С 29 сентября дивизия входила в 6-ю армию Воронежского фронта и в декабре принимала участие в Среднедонской наступательной операции. За проявленную отвагу в боях с немецко-фашистскими захватчиками, за стойкость, мужество, дисциплину и организованность, за героизм личного состава 15.1.1943 она была преобразована в 62-ю гвардейскую, а его 555-й стрелковый полк — в 186-й гвардейский. 15 января дивизия вошла в 3-ю танковую армию Юго-Западного фронта и участвовала в Острогожско-Россошанской наступательной операции, в наступлении на Россошь, Валуйки и Харьков. В марте принимала участие в Харьковской наступательной операции.
С 21 июня 1943 года подполковник  Коркишко вступил в должность заместителя командира 62-й гвардейской стрелковой дивизии, а 27 июля 1943 года назначен командиром 44-й гвардейской стрелковой дивизии. В августе — сентябре ее части в составе 1-й гвардейской армии принимали участие в операциях по освобождению Левобережной Украины. Развивая наступление на Днепропетровск, она совместно с главными войсками 25 сентября вышла на левый берег реки Днепр. В ноябре 1943 года дивизия была передана 65-й армии и в составе войск 1-го, затем 2-го Белорусских фронтов участвовала с ней в Гомельско-Речицкой и Калинковичско-Мозырской наступательных операциях.
13 января 1944 года переведен на должность командира 172-й стрелковой Павлоградской дивизии, которая вела тяжелые бои в условиях лесисто-болотистой местности в Белоруссии. В начале февраля она была выведена в резерв Ставки ВГК и по железной дороге переброшена на станцию Новоград-Волынский, а оттуда совершила марш в район город Дубно и вошла в состав 13-й армии 1-го Украинского фронта. В марте участвовала с ней в Проскуровско-Черновицкой наступательной операции. Указом ПВС СССР от 19.3.1944 за освобождение г. Дубно дивизия была награждена орденом Суворова 2-й степени.
В начале мая 1944 года полковник  Коркишко сдал командование дивизией и убыл в распоряжение ГУК НКО, затем был зачислен в резерв Главного военно-химического управления Красной армии. С 22 августа и до конца войны он командовал 9-й технической бригадой.

### Послевоенное время
После войны  Коркишко с ноября 1945 года состоял в резерве Главного военно-химического управления Красной армии, а в декабре назначен заместителя командира по строевой части 3-й технической бригады. С мая 1947 года исполнял должность заместителя командира 3-го технического полка. В октябре 1947 года переведен преподавателем тактики авиационных химических курсов усовершенствования при Краснознамённой высшей офицерской школе химических войск. С июня 1948 года служил в Костромском училище химических войск начальником тактического цикла, начальником учебного отдела и заместителем начальника училища.
24 февраля 1960 года уволен в запас.
Указом Президента Российской Федерации № 443 от 4 мая 1995 года полковник в отставке Н. В. Коркишко награжден орденом Жукова.

## Награды
- орден Жукова  (04.05.1995[4])
- орден Ленина (30.12.1956[5])
- два ордена Красного Знамени (??.12.1941[3], 15.11.1950[5]);
- два ордена Суворова III степени (06.02.1943[3], 19.02.1943[6]);
- орден Отечественной войны I степени (06.04.1985[7]);
- орден Красной Звезды (05.11.1946[5]);
- медали в том числе:
  - «За боевые заслуги» (03.11.1944[5]);
  - «За оборону Москвы» (07.04.1945[8]);
  - «За оборону Сталинграда»;
  - «За Победу над Германией в Великой Отечественной войне 1941—1945 гг.» (1945);
  - «Ветеран Вооружённых Сил СССР» (1976)